# Абубакар Кейта
Абубакар Кейта (англ. Aboubacar Keita, нар. 6 квітня 2000, Нью-Йорк) — американський футболіст гвінейського походження, захисник клубу «Річмонд Кікерз».

## Клубна кар'єра
Народився 6 квітня 2000 року в місті Нью-Йорк. Вихованець футбольної школи клубу «Коламбус Крю». З 2019 року став виступати за фарм-клуб коламбусців «Річмонд Кікерз».

## Виступи за збірну
У складі молодіжної збірної США до 20 років Кейта взяв участь у молодіжному чемпіонаті світу 2019 року в Польщі.